# Šepeta
Šepeta är ett träsk i Litauen. Det ligger i den nordöstra delen av landet, 120 km norr om huvudstaden Vilnius.